# دينر بينهيرو
دينر بينهيرو (بالبرتغالية: Dener Gonçalves Pinheiro‏) هو لاعب كرة قدم برازيلي في مركز الوسط، ولد في 12 أبريل 1995 في كارابيكويبا في البرازيل. لعب مع نادي فيغورينسي.

## وصلات خارجية
- دينر بينهيرو على موقع رابطة كرة القدم اليابانية للمحترفين (اليابانية)
- دينر بينهيرو على موقع قاعدة بيانات كرة القدم.إي يو (الإنجليزية)
- دينر بينهيرو على موقع Soccerway.com (الإنجليزية)
- دينر بينهيرو على موقع عالم كرة القدم.نت (الإنجليزية)